# Braquage à la suédoise
Pour plus de détails, voir Fiche technique et Distribution.
Braquage à la suédoise  (Jönssonligan: Den perfekta stöten, littéralement « Le Gang Jönsson : Le Hold-up parfait ») est un film suédois de Alain Darborg sorti en 2015.
Il fait partie d'une série de films basée sur les personnages créés par Erik Balling et Henning Bahs. Ce film est un reboot des films précédents, cette fois conçue comme un thriller, au lieu d'une comédie farcicale.

## Synopsis
Charles Ingvar Jönsson rassemble trois criminels pour se venger de gens qui ont tué son oncle.

## Fiche technique
- Titre original : Jönssonligan: Den perfekta stöten
- Réalisation : Alain Darborg
- Scénario : Piotr Marciniak et Alain Darborg d'après les personnages créés par Erik Balling et Henning Bahs
- Direction artistique : Christian Olander
- Costumes : Marie Flyckt
- Photographie : Benjam Orre
- Montage : Rickard Krantz
- Musique : Anders Niska et Klas Wahl
- Sociétés de production : Tre Vänner Produktion AB
- Sociétés de distribution : Tre Vänner Produktion AB, Nordisk Film, Film Finances
- Pays : Suède
- Langue : suédois
- Format : couleur - 35 mm - son Dolby
- Genre : comédie
- Durée : 91 min.
- Date de sortie :
  - Suède : 12 janvier 2015

## Distribution
(août 2015).
- Simon J. Berger : Charles Ingvar Jönsson
- Alexander Karim : Ragnar Vanheden
- Torkel Petersson : Harry la Dynamite
- Susanne Thorson : Rocky
- Andrea Edwards : Wallentin
- Jens Hultén : Krantz
- Niklas Falk : Ralf
- Irma Erixson : Anja
- Juan Rodríguez (sv) : Alejandro
- Edvin Ryding : Charles som barn
- Anki Larsson : skolkuratorn
- Alexandra Alegren : la secrétaire de Wallentin
- Ramtin Parvaneh (sv) : Vårdare